# Naturerlebnisraum (Bayern)

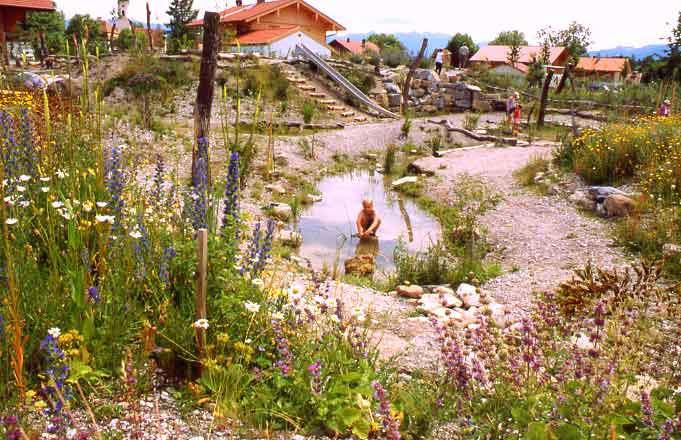
Natur-Erlebnis-Spielplatz Eglfing (unter anderem mit Wildblumenhügeln, Wasserspielgelände, Feuerstelle, Holzschnitzereien, Felsenkletterwand und Burgberg)

Mit Natur-Erlebnis-Raum, auch NaturErlebnisRaum oder Naturerlebnisraum, wird vor allem in Bayern eine besondere Form der naturnahen Gestaltung von Schulhöfen, Kindergärten und Spielplätzen bezeichnet, die Anfang der 2000er-Jahre durch Veröffentlichungen eingeführt wurde. Darunter versteht man die Planung, den Bau und die Pflege eines Natur-Erlebnis-Raumes gemeinsam mit den Benutzern nach dem sogenannten „Dillinger Modell“ der Benutzerbeteiligung.

## Abgrenzung
Die Bezeichnung Natur-Erlebnis-Raum hat in Bayern nicht dieselbe Bedeutung wie der Naturerfahrungsraum, dessen Abkürzung ebenfalls NER lautet. Vor allem in Schleswig-Holstein jedoch, wo es seit 1994 „Naturerlebnisräume“ gibt, wird die in Bayern üblich scharfe Trennung beider Bezeichnungen nicht praktiziert.

## Geschichte
Die Planungsphase eines Natur-Erlebnis-Raumes beinhaltet meistens den Bau eines Arbeitsmodells durch die beteiligten Kinder und Erwachsenen, die dann in der Realisierungsphase in Projekttagen oder Projektwochen das Gelände auch selbst modellieren und gestalten. Danach schließt sich die Pflege an, wobei auch hier die Benutzer über all die Jahre eingebunden werden.
Natur-Erlebnis-Räume weisen unter anderem folgende Merkmale auf: Die Benutzerbeteiligung findet nach dem „Dillinger Modell“ statt; die Landschaft an sich ist „Spielgerät“, wobei große Höhen und Tiefen zu Bewegung und Spiel einladen; und klassische, käufliche Spielgeräte sind eher Ausnahmen. Gebaut wird nach den Grundsätzen und Richtlinien des Naturgartenbaues, wie sie etwa von den Fachbetrieben für naturnahes Grün vorgelegt werden, und bei denen hauptsächlich regionale Baustoffe und Materialien verwendet werden. Die Böden werden in der Regel unkrautfrei angelegt, um artenreiche und vielfältige Nachhaltige Pflanzungen und Ansaaten zu ermöglichen. 
Die Bepflanzung erfolgt mit heimischen Pflanzen; als Richtlinien hierfür gelten die entsprechenden Veröffentlichungen des Bundesamtes für Naturschutz (BfN). Die Flora wird überaus artenreich und vielfältig angelegt, es sind nicht nur Gebüsche und Rasen wie bei herkömmlichen Anlagen üblich, sondern auch Ansaaten mit Ein- und Zweijährigen Pflanzen, Blumenbeete aller Standorte, Wildblumensäume, Blumenwiesen, Blumenschotterrasen, Blumenkräuterrasen sowie Zwiebel-, Stauden- und Gehölzpflanzungen.
Voraussetzung für eine langfristige positive Entwicklung von Natur-Erlebnis-Räumen ist eine nachhaltige, naturnahe Pflege, die sich an den Prinzipien der Nachhaltigkeit orientiert. Ziel ist dabei „die Einleitung von dauerhaft positiven, sich selbst erneuernden und tragenden Entwicklungs- und Veränderungsprozessen des gestalteten naturnahen Außenraumes“.
Das erste nach diesen Prinzipien verwirklichte Projekt war der 1995 erbaute Natur-Erlebnis-Schulhof in Lauingen. Die Vorgehensweise des „Dillinger Modells“ wurde dann im Jahr 2000 erstmals auf Natur-Erlebnis-Kindergärten und Natur-Erlebnis-Spielplätze übertragen.

## Das „Dillinger Modell“
Die an der bayerischen Akademie für Lehrerfortbildung und Personalführung in Dillingen entwickelte Umsetzungsmethodik „Dillinger Modell“ sieht eine Auswertung und weitere Planung der von den Kindern als Arbeitsmodell entwickelten und gebauten Vorschläge für „ihren“ Natur-Erlebnis-Raum nach vier verschiedenen Themenschwerpunkten vor:
- „Spiel und Bewegung“, wie etwa: Vielgestaltige Hügellandschaft mit Wegen, Plätzen, Nischen und artenreicher Bepflanzung; Wasserspiel-Gelände; Bachlauf oder Naturspielteich; Tritt- und Sprungsteine im Wasser; Sandmatschgelände; Balancier-, Kletter- und Sprungbäume; Steigstämme; Baumhäuser; Kletterfelsenwand; sowie Hüpfsteine oder -palisaden.
- „Naturerlebnis und Artenschutz“, wie etwa: Brücken aus Holzstämmen und Felsen; Felsenfindlinge; Kriechtunnel; Mauern aus Steinen; Trockenhänge, als Staudenbeet oder Blumenwiesen; Blumenbeete; Blumenwiesen und -rasen; Wildobst zum Ernten; Trockenstandorte mit Wildblumen und Kleingehölzen; sowie verschiedene Hecken, Kleingehölze und Spielgebüsche.
- „Ruhe und Kommunikation“, wie etwa: Natürliche Ruhe- und Sitzplätze aus Holz oder Stein; Bänke und Tische; Arena mit Sitzstufen; Weidenbauten wie Irrgärten und Tippis; sowie Treffpunkte.
- „Kunst und Kreativität“, wie etwa: Mosaikobjekte; bunte Betonskulpturen; Holzkunst; sowie Metallkunst.

Die Akademie für Lehrerfortbildung und Personalführung Dillingen beschäftigt sich bereits seit längerem mit der kreativen Gestaltung von Schulhöfen und hat dazu auch eine Umsetzungsmethodik entwickelt sowie verschiedene Materialien für Lehrer und Eltern erarbeitet.

## Praxis
Der Bau von Natur-Erlebnis-Räumen wird in überwiegenden Fällen als kostengünstiger als der von herkömmlichen Anlagen angesehen, wobei Natur-Erlebnis-Räume als vielfach kreativer, anregender, naturnäher und für Kinder „spannender“ gelten. Auch ihre Pflege ist nach den bisherigen Erfahrungen kostengünstig. Darüber hinaus fördern sie die geistige, motorische und seelische Entwicklung und die entsprechenden Fähigkeiten von Kindern wesentlich besser als herkömmliche Schulhöfe, Kindergärten oder Spielplätze.
Der gemeinnützige Verein Naturgarten e. V. fördert und unterstützt die Schaffung von Natur-Erlebnis-Räumen, wie unter anderem durch Informationen und Beratung. Darüber hinaus setzt er sich für den Aufbau eines Netzwerkes von eigens ausgebildeten Fachberatern ein, die sowohl ausreichend baulich-fachliche Kompetenz für Planung und Realisierung solcher Anlagen nach den Prinzipien und Richtlinien des Naturgartenbaues haben, als auch über die nötigen pädagogischen Fähigkeiten für eine intensive Beteiligung der erwachsenen und insbesondere der minderjährigen Benutzer verfügen. Der Verein bietet entsprechende Fort- und Ausbildungen in diesem Bereich an.

Eingang des 1995 gebauten Natur-Erlebnis- Schulhofs Lauingen (u. a. mit Blumenwiesen, heimischen Gehölzen).
Burgberg mit Kriechtunnel im Natur-Erlebnis-Kinder- garten Oberneuching (u. a. mit Blumen-Schotterrasen, heimischen Wildstauden).
Eingang des Natur-Erlebnis-Spielplatzes Eglfing (u. a. mit Wild- blumenhügeln, Wasser- Schwengelpumpe).
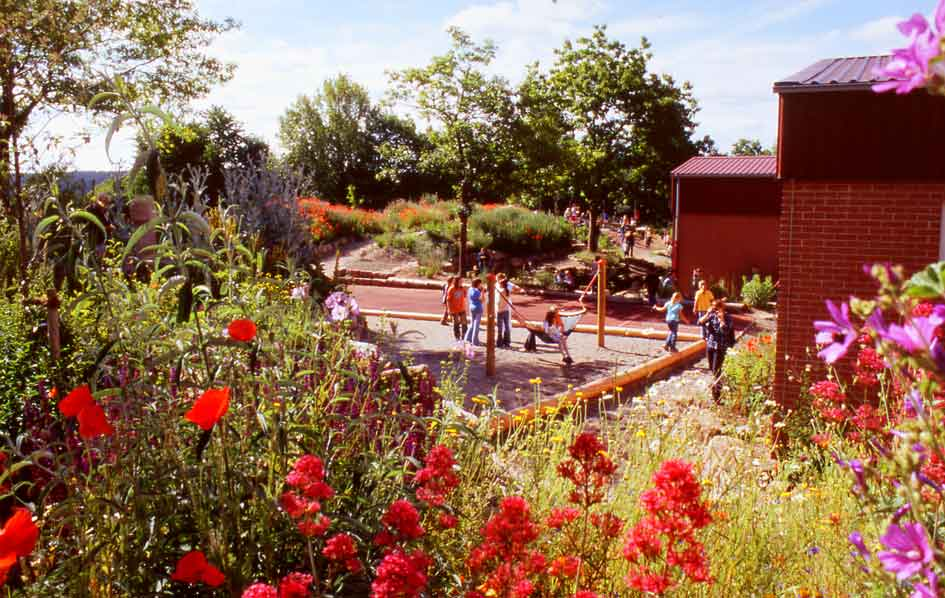
Blick über den Natur-Erlebnis-Schulhof Dietenhofen (u. a. mit Wildblumenbeeten, Wildblumenhügeln).